# Antoni Śliwiński (wojskowy)

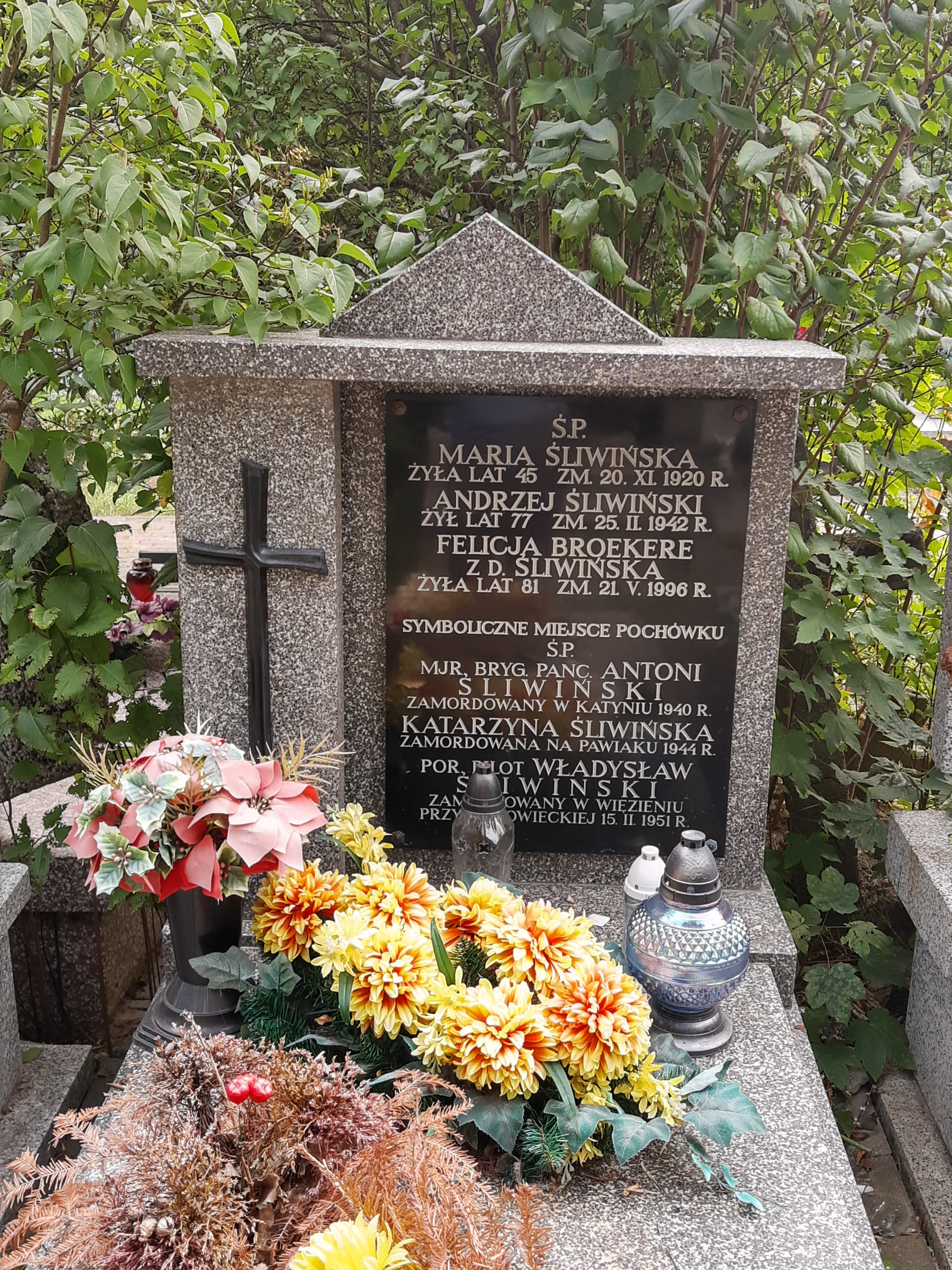
Grób symboliczny majora Śliwińskiego oraz jego żony i syna na cmentarzu Bródnowskim.

Antoni Śliwiński (ur. 27 lipca 1897 w Lublinie, zm. wiosną 1940 w Charkowie) – major broni pancernych Wojska Polskiego, działacz niepodległościowy, kawaler Orderu Virtuti Militari, ofiara zbrodni katyńskiej.

## Życiorys
Syn Andrzeja (zm. 1942) i Marii z Malinowskich (zm. 1920) urodzony 27 lipca 1897 w Lublinie, ówczesnej stolicy guberni lubelskiej. Absolwent gimnazjum filozoficznego w Mińsku Litewskim. W latach 1916–1917 w armii rosyjskiej, w pułku balonowym. Po ukończeniu szkoły wojskowej chorążych w listopadzie 1917 skierowany do I Korpusu Polskiego. Pełnił funkcję oficera do zleceń przy Naczelnym Polskim Komitecie Wojskowym. Od 1918 w Wojsku Polskim, w Mińskim pułku strzelców. Z tym pułkiem odbył całą kampanię wojny 1920 roku. Awansował do stopnia podporucznika w 1919, i w 1920 do stopnia porucznika.
W okresie międzywojennym pozostał w wojsku, został adiutantem 86 pułku piechoty. Po ukończeniu przeszkolenia w Szkole Podchorążych w Warszawie (1923) przeniesiony do 10 pułku piechoty na dowódcę kompanii, a następnie do Oddziału Sztabowego MSWojsk. 12 kwietnia 1927 prezydent RP nadał mu stopień kapitana z dniem 1 stycznia 1927 i 62. lokatą w korpusie oficerów piechoty. Odbył kurs w Szkole Czołgowo-Samochodowej i skierowany został do 21 pułku piechoty na adiutanta. Po ukończeniu kursu w Centrum Wyszkolenia Piechoty, został oficerem mobilizacyjnym pułku. W marcu 1930 został przeniesiony do 1 pułku czołgów. Od 1931 dowódca kompanii szkolnej w 1 pułku pancernym. W 1933 został przeniesiony do 3 batalionu czołgów i samochodów pancernych. W marcu 1934 dowodził kompanią w tym batalionie. W tym samym roku został przeniesiony do Centrum Wyszkolenia Czołgów i Samochodów Pancernych na stanowisko dowódcy doświadczalnego batalionu pancerno-motorowego. 27 czerwca 1935 prezydent RP nadał mu stopień majora z dniem 1 stycznia 1935 i 52. lokatą w korpusie oficerów piechoty. W 1937, w tym samym stopniu i starszeństwie, został przeniesiony do korpusu oficerów broni pancernych, grupa liniowa. W marcu 1939 pełnił służbę w 4 batalionie pancernym w Brześciu na stanowisku I zastępcy dowódcy batalionu.
W kampanii wrześniowej dowodził 91 dywizjonem pancernym, który wchodził w skład w Nowogródzkiej Brygady Kawalerii. Po agresji ZSRR na Polskę w nieznanych okolicznościach dostał się do niewoli sowieckiej i przebywał w obozie w Starobielsku. Wiosną 1940 został zamordowany przez funkcjonariuszy NKWD w Charkowie i pogrzebany w bezimiennej mogile zbiorowej w Piatichatkach, gdzie od 17 czerwca 2000 mieści się oficjalnie Cmentarz Ofiar Totalitaryzmu w Charkowie. Figuruje na Liście Starobielskiej NKWD pod pozycją 3238.
Jego grób symboliczny znajduje się na cmentarzu Bródnowskim w Warszawie (kw. 28K-2-17).
5 października 2007 minister obrony narodowej Aleksander Szczygło mianował go pośmiertnie na stopień podpułkownika. Awans został ogłoszony 9 listopada 2007 w Warszawie, w trakcie uroczystości „Katyń Pamiętamy – Uczcijmy Pamięć Bohaterów”.
Był żonaty z Katarzyną z Mączyńskich (zm. 1944), zamordowaną przez Niemców na Pawiaku, z którą miał syna Władysława Kazimierza (1921–1951), porucznika pilota Polskich Sił Powietrznych w Wielkiej Brytanii, kawalera Orderu Virtuti Militari, zamordowanego w więzieniu mokotowskim.

## Awanse
- podporucznik – 1919
- porucznik – 1920

## Ordery i odznaczenia
- Krzyż Srebrny Orderu Virtuti Militari nr 6843[26][17][27]
- Medal Niepodległości – 23 grudnia 1933 „za pracę w dziele odzyskania niepodległości”[28][3][29]
- Krzyż Zasługi Wojsk Litwy Środkowej[2]
- Medal Pamiątkowy za Wojnę 1918–1921[2]
- Medal Dziesięciolecia Odzyskanej Niepodległości[2]
- Medal Zwycięstwa[2]